# Impasse des Orteaux
L'impasse des Orteaux est une voie située dans le quartier de Charonne du 20e arrondissement de Paris.

## Situation et accès
L'impasse des Orteaux est desservie à proximité par la ligne 2 à la station Alexandre Dumas.

## Origine du nom
Elle porte ce nom en raison du voisinage de la rue des Orteaux. 

## Historique
L'impasse a été prolongée en 1971 lors de la reconstruction de l'îlot insalubre no 7.

## Bâtiments remarquables et lieux de mémoire
- L'impasse donne accès au square de Monsoreau.